# La Foi de nos pères
La Foi de nos pères (titre original : Faith of Our Fathers) est une nouvelle de science-fiction de Philip K. Dick, parue en 1967 dans l'anthologie Dangereuses Visions (titre original : Dangerous Visions) composée par Harlan Ellison. 
La nouvelle a été proposée pour le prix Hugo de la meilleure nouvelle longue 1968.
Dans un monde dystopique et totalitaire, un fonctionnaire vietnamien est partagé entre la révolte contre le système oppressif et la possibilité de monter en grade. Les choses se précisent quand il rencontre le Grand Leader, dont la révélation de la personnalité va avoir des conséquences très importantes.

## Résumé
L'action se déroule à Hanoï dans un futur indéterminé. À la suite d'une guerre, les Chinois ont établi une hégémonie communiste sur la Terre entière.
Tung Thien est un fonctionnaire vietnamien. En sortant du travail, un colporteur lui demande de lui acheter l'un des produits qu'il vend (la loi obligeant les citoyens à acheter des choses aux anciens combattants). Thien lui achète un sachet contenant un produit indéfini. Le lendemain, deux hauts fonctionnaires (Darius Pethel et Tso-pin) lui font passer un entretien : Thien est promis à de plus hautes fonctions s'il est capable de déterminer, entre deux copies rédigées par des étudiants, l'un conforme à la doctrine du parti et l'autre en rébellion contre le parti. Le soir, regardant la télévision où le Grand Guide du Monde communiste prononce un discours soporifique, il consomme du produit acheté au colporteur. Il a une sorte de flash. Le visage du Guide se brouille et apparaît le visage d'un robot ! 
Plus tard, il reçoit la visite d'une jeune femme, Tanya Lee. Elle lui explique que le colporteur ne lui a pas vendu, par hasard, à lui, le sachet. Ce sachet contenait un produit anti-hallucinogène. En effet, l'eau bue par la population contient un hallucinogène qui la maintient en état de sujétion. Elle lui annonce qu'il va être amené à rencontrer prochainement le Guide et qu'il devra de nouveau consommer préalablement de l'anti-hallucinogène pour découvrir qui est vraiment le Guide suprême.
Effectivement, quelques jours après, Thien reçoit une invitation à assister à une soirée organisée par les services du Guide suprême. Consommant de l'anti-hallucinogène, il rencontre le Guide suprême, avec qui il a une longue discussion. C'est une entité à la fois infiniment bonne et mauvaise, infiniment puissante et impuissante, méprisante et empathique. Thien est déboussolé par cette rencontre.
Rentrant chez lui, il découvre que l'entité, qui l'a touché aux épaules, l'a marqué. Il pourrait bien mourir à court terme. Tanya Lee vient le voir pour récolter ses réflexions. Après une discussion avec elle, tous deux décident de passer la nuit ensemble.

## Publications

### Publications aux États-Unis
La nouvelle a initialement été publiée aux États-Unis dans l'anthologie Dangerous Visions en 1967.

### Publications en France
La nouvelle paraît pour la première fois en France dans une traduction de Guy Abadia dans la revue Fiction en août 1969. L'anthologie Dangereuses Visions est publiée en France en 1975.  
La nouvelle a connu plusieurs éditions et traductions :
- dans Fiction no 188, OPTA, août 1969, traduction de Guy Abadia
- dans Dangereuses Visions - tome 1, J'ai lu, coll. Science-fiction no 626, 1975, traduction de France-Marie Watkins
- dans Total Recall,10/18 (Union générale d'éditions, UGE), coll. Domaine étranger no 2214, 1991  (ISBN 2-264-01686-8), traduction de Guy Abadia
- dans Nouvelles 1963-1981, Denoël, coll. Présences no 42, 720 pages, 1998  (ISBN 2-207-24591-8), traduction de Guy Abadia
- dans Nouvelles, tome 2 / 1953-1981, Denoël, coll. Lunes d'encre no 16, 1392 pages, 2000  (ISBN 2-207-25175-6) ; réédition en 2006  (ISBN 2-207-25871-8), traduction d'Hélène Collon
- dans Minority Report, Gallimard, coll. Folio SF no 109, 2002  (ISBN 2-07-042606-8) ; réédité sous le titre Total Recall en 2012  (ISBN 978-2-07-044890-6), traduction d'Hélène Collon

### Publications dans d'autres pays
La nouvelle a aussi été publiée (cf. iSFdb) :
- en allemand :
  - sous le titre « Mr. Chiens Halluzinationen » (1970) ;
  - sous le titre « Der Glaube unserer Väter » (1981) ;
  - sous le titre « Glaube unserer Väter » (2000) ;
- en italien sous le titre « Fede dei nostri padri » (2001) ;
- en néerlandais sous le titre « Het geloof der vaderen » (2002) ;
- en roumain sous le titre « Credința părinților noștri » (2006 ; 2013) ;
- en japonais sous le titre « 父祖の信仰 » (2011).

## Distinction
La nouvelle a été proposée pour le prix Hugo de la meilleure nouvelle longue 1968.

## Autour de la nouvelle
Ce texte évoque la vision d'un démiurge, ou d'un Dieu, extra-terrestre, amoral, destructeur et cannibale, dans un univers totalitaire à la 1984. Dick a ultérieurement déclaré au sujet de cette nouvelle :

« Je crois qu'avec cette histoire, je suis parvenu à offenser tout le monde, ce qui me semblait une bonne idée sur le moment, mais que j'ai regrettée depuis. Communisme, drogue, sexe, Dieu, j'ai tout mélangé, et depuis, j'ai l'impression que lorsque le plafond m'est tombé dessus, des années plus tard, cette histoire était impliquée, d'une façon inquiétante. »

— Philip K. Dick, Afterthoughts by the Author